# 新科動力CPW衝鋒槍
新科動力CPW（意為：緊湊型個人武器）是一款由新加坡國防企業新科動力（全稱：新加坡科技動力，簡稱：ST Kinetics）所自主研發和生產的多口徑冲锋枪，同時兼具冲锋手枪和個人防衛武器的特徵。

## 設計細節
CPW是一款模塊化擊發調變式槓桿延遲反衝作用操作武器（被新科動力以「凸輪反衝減緩機構」之名使用），這有助於降低可感受到的後座力，並且讓其可以使用高膛壓彈藥。

### 彈藥
CPW主要發射9×19公釐帕拉貝倫手枪子彈，但生產商保證這武器的模塊化設計令其可以通過一個簡單的口徑轉換步驟使其改為發射5.7×28毫米和4.6×30毫米二種手枪子彈。其槍管和槍機總成可以快速更換，將衝鋒槍轉換為發射小口徑穿甲型個人防衛武器彈藥。

### 人機工效
CPW具有如冲锋枪的佈局與傳統手枪的握把為彈匣安裝及供彈位置的設計，手槍握把背板和30發可拆卸式彈匣都是由半透明塑料所塑造，可以讓使用者迅速隨時通過檢視知道彈匣內的剩餘子彈量。
其機匣是由一塊輕量級铝合金所機械加工，而大部分的其他組成部分都由高強度聚合物所製造，以進一步降低槍械的重量和製作成本。

### 控制件
CPW是完全靈巧操作的武器，它具有充分平衡的人體工學設計，方便右手和左手的使用者所使用。每一個操作槓桿、控制裝置或是扳鈕亦已經有如鏡像般裝置在機匣的對面，這包括拉機柄、發射模式控制選擇／手動保險桿（安裝在手槍握把的上方）以及槍機釋放桿，後者是用以在插入一具新的彈匣以後讓槍機強制進入閉鎖（類似手槍的套筒鎖／無彈後定桿）。唯獨拋殼口位於武器的右側。
CPW具有一個內置伸縮設計式金屬製槍托，旨在射擊期間提供穩定性。當金屬製槍托縮進槍內後，這武器並不會比傳統的手槍大多少，易於儲藏、運輸、攜帶和隱蔽。與其他衝鋒槍不同，CPW還可使其裝入其槍套以便像手枪般收藏。

### 導導介面系統
CPW的機匣上下整合了共兩條MIL-STD-1913戰術導軌，可讓使用者於戰術導軌上自由安裝瞄準具和戰術附件。第一條為橫跨機匣頂部的全長式瞄準設備導軌，而第二條為安裝在槍管以下、扳機護環前面的縮短型配件導軌（類似近代手槍在套筒以下、底把的扳機護環前方的防塵蓋所整合的一條全防塵蓋尺寸型戰術燈安裝導軌）。
機匣頂部的MIL-STD-1913戰術導軌上可以安裝傳統的機械瞄具、光学瞄准镜、光電瞄準具（紅點鏡／反射式瞄準鏡、全息瞄準鏡）、棱鏡式瞄準鏡、夜視鏡或熱成像儀。底部的導軌，主要用於激光瞄準模塊，垂直夾具和手電筒。而底部的MIL-STD-1913戰術導軌則主要用於安裝垂直前握把、戰術燈和雷射瞄準器。

## 使用國
- - 達卡警察廳特警隊[5]
- 新加坡
  - 新加坡監獄緊急行動應變小組（英语：Singapore Prisons Emergency Action Response）

## 流行文化

### 电子游戏
- 2007年—《穿越火线》：命名为“动力CPW”，以GP时限武器之姿出现。
- 2012年—：命名為「Dynamics CPW」，以30發彈匣供彈，只有情報局衍生型，故事模式中由聖女部隊（The Saints）所使用。
- 2013年—：命名為「PDW2000」，由INDFOR所使用。奇怪地發射9×21毫米子彈。

## 資料來源
1. 1 2 3 4 5 6 7 8 9 10 11  .   [2008-09-14]. （原始内容存档于2008-09-12）.
2. 1 2 3 4 5 6 7 8 9 10 11 12 13   (PDF).   [2008-09-14]. （原始内容 (PDF)存档于2008-12-30）.
3. ↑  .   [2012-03-23]. （原始内容存档于2012-05-24）.
4. ↑  . 2008-07-16  [2008-09-14]. （原始内容存档于2009-02-11）.
5. ↑  Picard, Michael; Holtom, Paul; Mangan, Fiona.  (PDF) (报告). Small Arms Survey: 50. December 2019  [28 January 2021]. ISBN 978-2-940548-75-0. （原始内容 (PDF)存档于December 11, 2019）.

## 外部連結
- （英文）—ST Engineering—Official site
- （英文）—Modern Firearms—STKinetics CPW submachine gun - Compact Personal Weapon （页面存档备份，存于）
- （英文）—Weapon.ge—ST Kinetics CPW （页面存档备份，存于）
- （英文）—Defense Review - ST Kinetics CPW (Compact Personal Weapon) Submachine Gun/PDW （页面存档备份，存于）
- （英文）—The Firearm Blog.com—ST Kinetics CPW (Compact Personal Weapon)（页面存档备份，存于）
- （英文）—CIS / Military, Security and Civilian Guns and Equipment—ST Kinetics CPW (Compact Personal Weapon) （页面存档备份，存于）
- （英文）—DefenseReview.com—ST Kinetics CPW (Compact Personal Weapon) Submachine Gun/PDW （页面存档备份，存于）
- （俄文）—Энциклопедия Вооружений－ST Kinetics CPW （页面存档备份，存于）
- （简体中文）—槍炮世界—STK CPW冲锋枪 （页面存档备份，存于）